# Heterogorgia humilis
Heterogorgia humilis är en korallart som beskrevs av Nutting 1910. Heterogorgia humilis ingår i släktet Heterogorgia och familjen Plexauridae. Inga underarter finns listade i Catalogue of Life.